# Periptychus
Periptychus és un gènere extint de mamífers laurasiateris de la família dels periptíquids que visqueren a Nord-amèrica durant el Paleocè, fa entre 56,8 i 66 milions d'anys. Se n'han trobat restes fòssils a Colorado, Montana, Nou Mèxic, Texas, Utah i Wyoming (Estats Units). Juntament amb Ectoconus, és dels pocs periptíquids coneguts a partir d'esquelets gairebé complets. Les espècies d'aquest gènere eren igual de grosses que una ovella, amb el neurocrani petit i la cua llarga. La seva anatomia, incloent-hi les potes curtes amb unguials semblants a peülles, fa pensar que eren millors excavadors que corredors. Tenien crestes verticals a l'esmalt de les dents postcanines.
La taxonomia d'aquest gènere no està del tot clara. Hi ha qui en reconeix dues espècies i qui considera que P. coarctatus és un sinònim de P. carinidens. El nom genèric Periptychus significa ‘plecs al voltant’.